# Andreaea depressinervis
Andreaea depressinervis Cardot, 1900 è un muschio (Bryophyta sensu strictu) della famiglia Andreaeaceae.
I primi esemplari furono raccolti sulla falesia lungo lo stretto di Gerlache, dal naturalista rumeno Emil Racoviță, il 12 febbraio 1898, nel corso del XIIème débarquement dell'Expédition antarctique belge del 1897-99 in Antartide e nelle South Shetland Islands. Fu caratterizzato come specie nuova dal briologo francese Jules Cardot, in una nota preliminare del marzo 1900, senza l'indicazione dell’olotipo.

## Descrizione
Il muschio, di colore marrone o dal verde oliva al marrone nerastro, si sviluppa prevalente in colonie, formando cuscinetti più o meno densi o tappeti erbosi bassi, raramente si ritrovano individui isolati o frammisti ad altri muschi.
Fusticini (caulidi) alti fino a 5 cm, ancorati al substrato con rizoidi ialini, abbondantemente ramificati e portanti fillidi monostratificati, densamente addossati. Fillidi dalla forma per lo più ovata o ovato-lanceolata, talvolta cordata, meno comunemente ellittica, a volte assottigliata gradualmente fino a diventare acuminata; contorno moderatamente o fortemente concavo;
Margine fogliare piano, intero, a volte ondulato e dimensioni di 1,0-1,3 mm × 0,3-0,7 mm; lamina formata da un singolo strato di cellule arrotondate o ellittiche, per lo più isodiametriche (9-26 × 6-16 μm). Lungo l'asse mediano le cellule diventano allungate, rettangolari,  e sono disposte in due strati formando un'indistinta nervatura singola. È questo un carattere diagnostico specifico, utilizzato nell'iter di identificazione con chiave dicotomica delle tre specie antartiche del genere Andreaea che popolano l'isola di Re Giorgio, per distinguere questo muschio da A. regularis e da A. gainii.
Perichezio terminale un po' più lungo dei fillidi, concavo o accartocciato longitudinalmente su sé stesso, con larghe brattee da ovato a ellittiche.
Come in tutte le briofite il ciclo ontogenetico è aplodiplonte isosporeo, con alternanza di generazione antitetica eteromorfa e prevalenza della generazione gametofitica (aploide) su quella sporofitica (diploide) che, in questa specie, è sconosciuta. Specie apparentemente dioica.

## Distribuzione e habitat
A. depressinervis è diffuso nel Settore S (da 30°W a 90°W) dell'Antarctic Botanical Zone,  specificatamente nelle isole Orcadi Meridionali, nelle Shetland Meridionali, lungo la costa occidentale della Penisola Antartica dalla Costa Palmer alla Costa di Fallières, lungo la costa orientale della penisola antartica, nella Penisola Trinity (Hope Bay) e nelle isole Elephant e Nelson.
La specie predilige le superfici rocciose fessurate, rocce affioranti, massi, pietraie e terreni sassosi, meno frequentemente attecchisce su suolo o humus. Cresce sia in ambienti asciutti che umidi, ma in situazioni riparate, a un'altitudine non superiore ai 500 m, sia da sola che in associazione con altre specie quali A. gainii Cardot, Ceratodon purpureus (Hedw., 1801) Bridel, 1826 e Sanionia uncinata (Hedw., 1801) Loeske, 1907.